# 119 هـ
119 هـ هي سنة في التقويم الهجري امتدت مقابلةً في التقويم الميلادي بين سنتي 737 و737.

## مواليد
- معاذ بن معاذ
- الكسائي

## وفيات
- معاوية بن هشام